# Andreas Konecny
Andreas Konecny (* 1957 in Wien) ist ein österreichischer Jurist.

## Leben
Konecny studierte von 1975 bis 1979 Rechtswissenschaften. Nach der Promotion 1979 zum Dr. iur. war er ab 1980 Assistent am Institut für Zivilgerichtliches Verfahren der Universität Wien bei Hans W. Fasching. Nach der Verleihung der Venia Docendi für Zivilgerichtliches Verfahren im Jahr 1991 wurde er 1993 Universitätsprofessor am Institut für Zivilverfahrensrecht der Universität Wien. Seit 2009 hält er zudem Gastvorlesungen an der Jagiellonen-Universität in Krakau im Rahmen der „Österreichischen Rechtsschule“.

## Schriften (Auswahl)
Monografien
- Der Anwendungsbereich der einstweiligen Verfügung. Manz, Wien 1992, ISBN 3-214-06622-6 (Zugleich Habilitationsschrift, Universität Wien 1991).
- mit Stephan Riel: Entlohnung im Insolvenzverfahren: IVEG. Manz, Wien 1999, ISBN 978-3-214-03549-5.
- mit Philipp Fidler, Stephan Riel und Martin Trenker: ReO. Kommentar zur Restrukturierungsordnung und die weiteren Bestimmungen des RIRUG. Manz, Wien 2022, ISBN 3-214-03622-X.

Herausgeberschaft
- Hrsg. und Beiträge in: Hans W. Fasching: Kommentar zu den Zivilprozessgesetzen. 6 Bände in 10 Teilen, Manz, Wien 2000–2008. u. a.:
  - Kommentar zu den Zivilprozessgesetzen / Bd. 1. EGJN, JN samt EuGVÜ/LGVÜ. Manz, Wien 2000, ISBN 978-3-214-04397-1.
  - Kommentar zu den Zivilprozessgesetzen / Bd. 2. / Teilbd. 1. §§ 1 bis 73 ZPO. Manz, Wien 2002, ISBN 978-3-214-04398-8.
  - Kommentar zu den Zivilprozessgesetzen / Bd. 3. / Teilbd. 1. EGZPO, §§ 226 bis 389 ZPO. 3. Auflage. Manz, Wien 2017, ISBN 978-3-214-15765-4.
  - Kommentar zu den Zivilprozessgesetzen / Bd. 4. / Teilbd. 2. §§ 577 bis 618 ZPO. Manz, Wien 2007, ISBN 978-3-214-04394-0.
  - Kommentar zu den Zivilprozessgesetzen / Bd. 5. / Teilbd. 1., EuGVVO, EuBVO, EuVTVO, §§ 39, 39a JN, §§ 63 bis 73, 283, 291a bis 291c ZPO. Manz, Wien 2008, ISBN 978-3-214-04393-3.
- mit Ulla Reisch: Österreichische Konkursordnung = Austrian bankruptcy act (= Recht: Normen). Neuer Wiss. Verl., Wien 2008, ISBN 978-3-7083-0541-7.
- Insolvenzrecht und Kreditschutz 2015. 22 Beiträge führender Insolvenzrechtsexpert/-innen. LexisNexis, Wien 2015, ISBN 3-7007-6050-7.
- RIRUG. Neuerungen im Restrukturierungs- und Insolvenzrecht. Beiträge führender Expert:innen zum Restrukturierungsverfahren, Restrukturierungsbeauftragten, Restrukturierungsplan uvm. LexisNexis, Wien 2021, ISBN 978-3-7007-8254-4.